# Nordnesøya
Nordnesøya est une localité du comté de Nordland, en Norvège.

## Géographie
Administrativement, Nordnesøya fait partie de la kommune de Rødøy.